# Port de Skadovsk
Le port de Skadovsk  (ukrainien : Скадо́вський морськи́й торгове́льний порт) est un port d'Ukraine sur la Mer Noire. Il peut accueillir des navires toute l'année.

## Histoire

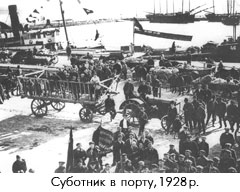
Le port en 1928.
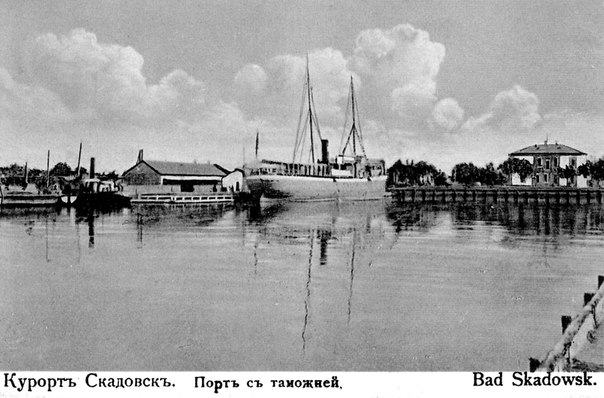
Sur une autre vue ancienne.

## Infrastructures et installations
Il est opéré par l'Autorité portuaire d'Ukraine qui est sous l'autorité du Ministère de l'Infrastructure (Ukraine).